# Zalska županija
Zalska županija ili Zaladska županija (mađarski: Zala megye) jedna je od 19 mađarskih  županija. Pripada regiji Zapadnom Podunavlju. Administrativno središte je Jegersek. Površina županije je 3784 km², a broj stanovnika 269.705. Sastoji se od 9 mikroregija i 257 općina.

## Upravna organizacija
Hrvatska imena naselja prema ili

### Mikroregije
Mikroregije u Zalskoj županiji
(podaci iz 2007.)
| Mikroregija    | Središte                    | Površina (km²) | Stanovništvo | Broj naselja |
| -------------- | --------------------------- | -------------- | ------------ | ------------ |
| Hévízi         | Hévíz                       | 123,60         | 12 473       | 8            |
| Keszthelyi     | Kestel                      | 349,33         | 34 806       | 16           |
| Lenti          | Lentiba                     | 663,09         | 22 313       | 51           |
| Letenyei       | Letinja                     | 388,69         | 17 391       | 27           |
| Nagykanizsai   | Velika Kaniža (Nagykanizsa) | 552,93         | 66 968       | 27           |
| Pacsai         | Pacsa                       | 278,82         | 10 792       | 20           |
| Zalaegerszegi  | Jegersek (Zalaegerszeg)     | 788,61         | 97 266       | 65           |
| Zalakarosi     | Zalakaros                   | 311,85         | 13 196       | 19           |
| Zalaszentgróti | Zalaszentgrót               | 327,06         | 18 238       | 24           |

### Gradovi s pravom županije
- Jegersek, Jagarsek (mađ. Zalaegerszeg)[4]
- Velika Kaniža, Kaniža (mađ. Nagykanizsa)

### Gradovi
- Kestel, Monoštor (21.944)
- Lentiba (8559)
- Zalaszentgrót (7944)
- Letinja[5] (4613)
- Hévíz (4523)
- Zalalövő (3256)
- Zalakaros (1519)

### Sela
| - Alibánfa - Almásháza - Alsónemesapáti - Alsópáhok - Alsórajk - Alsószenterzsébet - Babosdöbréte - Baglad - Bagod - Bak - Baktüttös - Balatongyörök - Balatonmagyaród - Benesedžodž - Barlahida - Batyk - Kerek - Bečehel - Becsvölgye - Blezna, Belezna - Belsősárd - Bezeréd - Bocfölde - Bocska - Böde - Bödeháza - Bókaháza - Boncodfölde - Borša - Börzönce - Búcsúszentlászló - Bucsuta - Csapi - Csatár - Cserszegtomaj - Csertalakos - Csesztreg - Csöde - Čemeder - Csonkahegyhát - Černja - Dióskál | - Dobriba - Döbröce - Dobronhegy - Dötk - Egeraracsa - Egervár - Strugna - Esztergályhorváti - Felsőpáhok - Felsőrajk - Felsőszenterzsébet - Fićehaz, Fičehaz - Fűzvölgy - Gáborjánháza - Galambok - Garabonc - Gellénháza - Gelša - Gelsesziget - Gétye - Gombosszeg - Gősfa - Gosztola - Gutorfölde - Gyenesdiás - Gyűrűs - Hagyárosbörönd - Hahót - Hernyék - Homokkomárom - Hosszúvölgy - Hottó - Iborfia - Bredica - Kacorlak - Kallósd - Kálócfa - Kányavár - Karmacs - Kávás - Kehidakustány - Kemendollár | - Keménfa - Kerecseny - Kerkabarabás - Kerkafalva - Kerkakutas - Kralevec - Teškan - Kilimán - Kisbucsa - Čejiba - Kisgörbő - Kiskutas - Kispáli - Kisrécse - Kissziget - Tulmač - Kisvásárhely - Kozmadombja - Külsősárd - Kustánszeg - Lakhegy - Lasztonya - Didaš - Lendvajakabfa - Lickóvadamos - Ligetfalva - Lupša i Vudrijan - Lisov - Lovasiba - Magyarföld - Magyarszentmiklós - Magyarszerdahely - Marovec - Márokföld - Miháld - Mihályfa - Mikekarácsonyfa - Milejszeg - Misefa - Mlinarce, Minarce, - Murski Krstur | - Murarátka - Semenince - Nagybakónak - Nagygörbő - Nagykapornak - Nagykutas - Nagylengyel - Nagypáli - Nagyrada - Nagyrécse - Nemesapáti - Nemesbük - Nemeshetés - Nemesnép - Nemespátró - Nemesrádó - Nemessándorháza - Nemesszentandrás - Németfalu - Nova - Óhíd - Ultarc, Ultarec - Orbányosfa - Ormándlak - Orosztony - Ortaháza - Ozmánbük - Pacsa - Padár - Páka - Pakod - Pálfiszeg - Pat - Pethőhenye - Petrikeresztúr - Petriba - Pókaszepetk - Pölöske - Pölöskefő - Predafeda - Pórszombat | - Pötréte - Pusztaapáti - Pusztaederics - Pusztamagyaród - Pusztaszentlászló - Ramocsa - Rédics - Resznek - Rezi - Redžac, Ridžac - Salomvár - Sand - Sárhida - Sármellék - Pustara, Postara - Sénye - Söjtör - Šurmaš - Sümegcsehi - Šur, Šurda - Szalapa - Szécsisziget - Szentgyörgyvár - Szentgyörgyvölgy - Szentkozmadombja - Senislov - Szentmargitfalva - Szentpéterfölde - Szentpéterúr - Sepetnik - Szijártóháza - Szilvágy - Teskánd - Tilaj - Tófej - Tormafed - Mikuš, Sumikluš - Sumarton, Somarton - Serdahel, Serdehel - Türje - Újudvar | - Vlakinja - Vállus - Varfed(a) - Várvölgy - Vasboldogasszony - Vaspör - Vindornyafok - Vindornyalak - Vindornyaszőlős - Vöckönd - Vonyarcvashegy - Sajka (Zalska županija) - Zalaapáti - Zalabaksa - Zalabér - Zalaboldogfa - Zalacsány - Zalacséb - Zalaháshágy - Zalaigrice - Zalaistvánd - Kumar - Zalaköveskút - Zalamerenye - Zalasárszeg - Zalaszabar - Zalaszántó - Zalaszentbalázs - Zalaszentgyörgy - Zalaszentiván - Zalaszentjakab - Zalaszentlászló - Zalaszentlőrinc - Zalaszentmárton - Zalaszentmihály - Zalaszombatfa - Zalatárnok - Zalaújlak - Zalavár - Zalavég - Zebecke |

- Venta (Vente)
- Petriba (Petrivente)
- Jeđeduta (stanovnik Jeđedučan)

## Stanovništvo
U županiji živi oko 297.404 stanovnika (prema popisu 2001.).
- Mađari = 283.693
- Romi, Bajaši = 4778
- Hrvati = 3836
- Nijemci = 1249
- Rumunji = 150
- Ukrajinci = 117
- ostali

## Zemljopis
Teritorij županije dijeli se na područje Kestelskog gorja (Keszthelyi-hegység) i Zalskih brda (Zalai-dombság). Glavne rijeke su Mura i Zala. Ovoj županiji pripada još oko 30 km duga obalna dionica Blatnog jezera. Hévíško jezero najveće je termalno jezero u Europi. Zalska županija poznata je po prostranim šumama.

## Povijest
Područje današnje županije naseljeno je već od brončanog doba. Po broju nalaza posebno se ističe rimsko razdoblje (ostaci rimske ceste i ruševine naselja Valcum (kod naselja Fenékpuszta). U sredini 9-og stoljeća pripadalo je Velikomoravskoj kneževini. Od kraja istog stoljeća zauzimaju ga Mađari.
Tijekom srednjeg vijeka Zalsko varmeđe (županija) bilo je gnijezdo moćnih velikaša (Celjskih, porodice Bánffy itd). Do prvog turskog upada u to područje došlo je već 1480. godine.  Od 1566. godine Zalsko varmeđe je bilo stalno na meti osmanske vojske (najkraći put k Beču vodio je preko njega). Padom Velike Kaniže u 1600. godini osvajači su umalo došli do čitavog područja.
Osmani su potjerani 1690. godine. Do druge polovine 20. stoljeća županija Zalska pripadala je među najslabije razvijenim područjima Mađarske. 
1918. godine Zalska županija izgubila je svoj južni dio. Prekmurje i okolina Lendave (s kratkim prekidom u vrijeme mađarske okupacije 1941. – 1945. godine) pripali su jugoslavenskoj državi pa kasnije Sloveniji. U 1946. pa zatim u 1950. godine (tijekom preobrazbe županijskog sustava u Mađarskoj) veliki dijelovi su priključeni susjednoj Vesprimskoj županiji (uključujući sjevernu obalu Blatnog jezera). Grad Kestel i okolica vraćeni su Zalskoj županiji tek 1978. godine.

## Gospodarstvo
Najuspješnije tvrtke županije su Zalakerámia (proizvodnja keramičkih pločica) i Pannontej (mliječna industrija). U gospodarstvu važnu ulogu igra turizam. Na Blatnom jezeru važno je i ribarstvo. 

### Turizam
Primat u turizmu županije nosi Hévíz sa svojim prirodnim termalnim jezerom (u ovom gradiću nalazi se čak 6 hotela s četiri i jedan hotel s pet zvjezdica). Osim drugih termalnih kupališta (u prvom redu kupališnog kompleksa u Zalakarosu) ovaj kraj nudi i ostale turističke atrakcije: netaknutu prirodu (Nacionalni park Balatonsko gorje, Prirodni rezervat Malo blatno jezero (mađ. Kis-Balaton) i seoski turizam (prvobitno u etnografskoj regiji Göcsej). U Kestelu se nalazi barokna Palača obitelji Festetić.
U Zalskoj županiji nalazi se jedan od pet međunarodnih aerodroma Mađarske (službeno Međunarodna zračna luka Sármellék, a u nekim voznim redovima označen kao FlyBalaton Airport ili Balaton).

## Vanjske poveznice
- (engleski) Mađarski statistički ured - nacionalni sastav Zalske županije 2001.